# RAF Wittering

i7
```
   
i7.2
```

i11
i13
Die Royal Air Force Station Wittering (ICAO-Code: EGXT), kurz RAF Wittering, ist einer der ältesten Militärflugplätze der britischen Royal Air Force. Er liegt zwischen Stamford und Peterborough in der Grafschaft Cambridgeshire, England. Die Basis war über vierzig Jahre die Heimatbasis der Harrier-Senkrechtstarter. Nach deren vorzeitiger Außerdienststellung 2010 liegen in Wittering seit 2015 leichte Schulflugzeuge.

## Geschichte
Die Ursprünge des Flugplatzes reichen zurück bis in das Jahr 1916, als das damalige Royal Flying Corps (RFC) die Basis Stamford in Betrieb nahm. Als RAF Wittering wurde der Platz nach 1924 reaktiviert und beherbergte bis 1935 die heute in RAF Cranwell beheimatete Central Flying School.
Während der Luftschlacht um England in den Jahren 1940/1941 war Wittering eine wichtige Basis des RAF Fighter Command, die der 12. Group unterstand. Wittering wurde im Verlauf dieser Auseinandersetzung fünfmal von der Luftwaffe bombardiert. Die „Satellitenstation“ RAF Collyweston befand sich damals in unmittelbarer Nähe. Durch eine neue Runway wurden die beiden Plätze 1941 verbunden, wodurch der Flugplatz in etwa seine heutige Gestalt annahm.
Die Hauptlandebahn wurde während des Kalten Krieges 1954 zur Vorbereitung des Flugbetriebes der „V-Bomber“ verlängert, sie war in Folge bis Januar 1969 Heimat zweier Staffeln (100. und 139. Squadron) von Victor B2 Bombern. Bereits 1969 war die Kontrolle über die Basis an das Strike Command transferiert worden und in Folge kam es zwischen 1972 und 1976 zur Stationierung von zwei Hunter-Staffeln.

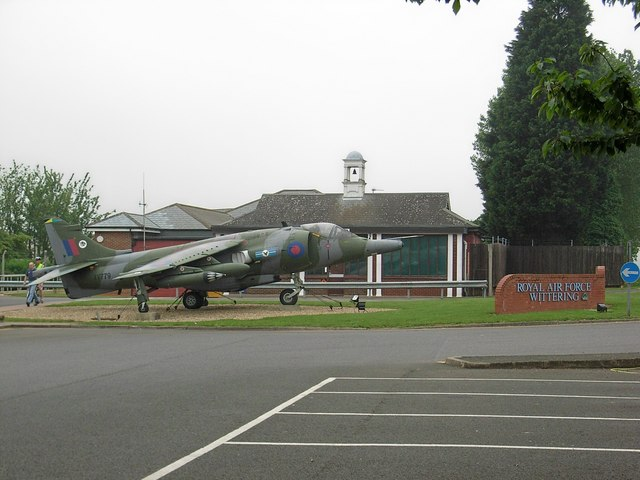
Harrier GR.3 der 20. Squadron als Gate Guard, 2007

Der eigentliche Grund für den Transfer war jedoch die Einführung des damals revolutionären Harrier, des ersten in Serie gebauten senkrecht start- und landefähigen Harrier. Wittering blieb über vierzig Jahre die Heimatbasis der Harrier, hier lagen die Umschuleinheit (im Laufe der Jahre bezeichnet als 233. OCU, 20. oder 4. Squadron) und die 1. Squadron eine Einsatzstaffel. Maschinen aus Wittering spielten 1982 eine wichtige Rolle bei der Rückeroberung der Falklandinseln nach der argentinischen Invasion.
Nach zwei Jahrzehnten Flugbetrieb mit der ersten Harrier-Generation begann die RAF ab 1987 die schrittweise Einführung der zweiten Generation, die sich bis 1993 hinzog. Im Zuge einer Truppenverkleinerung kam es Ende der 1990er Jahre zur Zurückverlegung der beiden bei der RAF Germany stationierten Staffeln auf den benachbarten Flugplatz RAF Cottesmore (siehe unten unter sonstiges). Einhergehend mit dieser Maßnahme wurden die RAF-Harrier in einem ersten Schritt mit den Sea-Harriern des Fleet Air Arm der Royal Navy (RN) zur Joint Force Harrier zusammengefasst. Nach Außerdienststellung letzteres Luftfahrzeugmusters, die noch auf der Harrier der ersten Generation basierte, wurden sämtliche britischen Harrier der zweiten Generation von RAF und RN gemeinsam betrieben. Die „Harrier Force“ wurde kurz nach Bekanntgabe einer weiteren Truppenreduzierung Ende 2010 außer Dienst gestellt.
Nach drei Jahren der Ruhe über dem Himmel der Basis wurde RAF Wittering im April 2014 als Militärflugplatz reaktiviert und in Folge modernisiert. Seit Februar 2015 sind hier Trainings-Staffeln stationiert. Sie unterstanden zunächst noch der No. 3 Flight Training School in RAF Cranwell und seit Oktober 2015 der in Wittering reaktivierten No. 6 Flight Training School.

## Heutige Nutzung
Die Station ist heute Heimatbasis der 38. Group und einer Reihe nicht fliegender Verbände der RAF.
In RAF Wittering liegen seit 2015 auch wieder fliegende Staffeln wie die 16. (Reserve) und 115. (Reserve) Squadron zur Basis- bzw. Fluglehrerausbildung der in RAF Cranwell beheimateten No. 3 Flight Training School.
Mit dem Hauptquartier HQ 12 (Air Support) Engineer Group beherbergt die Liegenschaft seit 2013 auch eine erste Armeeeinheit.

## Sonstiges
Knapp 20 km nordwestlich befand sich im ersten Jahrzehnt des 21. Jahrhunderts der zweite Harrier-Stützpunkt der britischen Streitkräfte, RAF Cottesmore, die Basis gehörte truppendienstlich zwischen April 2011 und Ende März 2012 zu RAF Wittering. RAF Cottesmore wurde 74 Jahre nach Eröffnung im Jahre 1938 Ende März 2012 als RAF Station geschlossen. Seither dienen die Kendrew Barracks als Armeekaserne.

## Trivia
Ein Stunt für den Film Mission: Impossible – Rogue Nation mit Tom Cruise wurde am 31. Oktober 2014 in Wittering gedreht, bei der der Schauspieler an der Seite einer startenden Airbus A400M Atlas hing.